# Temza
Temza (angleško River Thames, izg. /ˈtɛmz/) je ena najpomembnejših rek v Angliji, ki teče po južnem delu dežele v smeri od zahoda proti vzhodu. Znana je predvsem kot reka, ki teče skozi London, ob njej pa so zrasla tudi nekatera druga pomembnejša angleška naselja, med njimi Oxford, Reading, Surbiton, Richmond, Kingston Upon Thames in Windsor.
S 346 km dolžine je druga najdaljša reka v Veliki Britaniji oz. Združenem kraljestvu za reko Severn in najdaljša reka, ki v celoti teče po Angliji. Za izvir tradicionalno velja Thames Head blizu kraja Cirencester v grofiji Gloucestershire, v nekaterih virih pa namesto njega Seven Springs, ki je 22 km bolj oddaljen od izliva kot prvoomenjeni, vendar se reka Churn, ki tam izvira, običajno obravnava kot pritok Temze. Izliva se v Severno morje v grofiji Essex preko estuarija Temze. V spodnjem toku je polslana in višina njene gladine se spreminja z bibavico - v Londonu je tako razlika med plimo in oseko 7 m.
Vzdolž njenega toka je 45 navigacijskih zapornic s pripadajočimi jezovi. Njeno porečje pokriva velik del jugovzhodne in manjši del zahodne Anglije; reko napaja vsaj 50 imenovanih pritokov. Reka vsebuje več kot 80 otokov. S svojimi vodami, ki se razlikujejo od sladkovodnih do skoraj morskih, Temza podpira različne divje živali in ima številna sosednja območja posebnega znanstvenega pomena, pri čemer je največje barje North Kent, ki pokriva 5289 ha.
Zaradi svoje strateške lege in plovnosti je igrala pomembno vlogo v zgodovini Anglije od prvih znanih poselitev v neolitiku dalje. Angleški politik John Burns jo je zato poimenoval »tekoča zgodovina«.

## Ime

### Britsko poreklo
Po mnenju Malloryja in Adamsa je beseda Temza iz srednjeangleščine Temese izpeljana iz britskega imena za reko Tamesas (iz *tamēssa), zapisanega v latinščini kot Tamesis in daje sodobni valižanski Tafwys – Temza.
Kenneth H. Jackson je predlagal, da ime Temze ni indoevropsko (in neznanega pomena), medtem ko je Peter Kitson predlagal, da je indoevropsko, vendar izvira pred Briti in ima ime, ki označuje 'kalnost' iz koren *tā-, 'taliti'.

### Zgodovina imen
Zgodnje različice imena so:
- Tamesa (Brittonic)[7]
- Tamesis (latinica)
- Tamis, Temes (stara angleščina)
- Tamise, Thamis (1220) (srednja angleščina, anglo-normanska francoščina)[c]

Posredni dokaz o starodavnosti imena Temza je rimska črepinja, najdena v Oxfordu, z napisom Tamesubugus fecit (Tamesubugus je naredil [to]). Menijo, da je ime Tamesubugus izpeljano iz imena reke. Tamese je bil v Ravenski kozmografiji (ok. 700 n. št.) omenjen kot kraj in ne reka.
Ime reke se vedno izgovarja s preprostim t /t/; srednjeangleški zapis je bil tipično Temese, britska oblika pa Tamesis. Podoben zapis iz leta 1210, Tamisiam (tožilnik za Tamisia; glej Kingston ob Temzi § Zgodnja zgodovina), najdemo v Magni Carti.

### Isis
Temza skozi Oxford se včasih imenuje Isis. Zgodovinsko gledano, zlasti v viktorijanskih časih, so popisovalci zemljepisov in kartografi vztrajali, da je bila celotna reka pravilno poimenovana Isis od izvira do Dorchestra na Temzi in da šele od te točke, kjer se reka sreča s Temzo in postane Thame-isis (domnevno pozneje skrajšano v Temzo), če bi jo tako imenovali. Zemljevidi Ordnance Survey še vedno označujejo Temzo kot »reko Temzo ali Isis« vse do Dorchestra. Od zgodnjega 20. stoletja se je to razlikovanje izgubilo v običajni rabi zunaj Oxforda in nekateri zgodovinarji menijo, da ime Isis ni nič drugega kot skrajšanje Tamesis, latinskega imena za Temzo. Skulpture z naslovom Tamesis in Isis avtorice Anne Seymour Damer so na mostu v Henley-on-Thamesu v Oxfordshiru (originalni modeli iz terakote in mavca so bili razstavljeni na Kraljevi akademiji v Londonu leta 1785. Zdaj so na ogled v Muzeju reke in veslanja v Henleyju).

### Zapuščina
Richard Coates meni, da se je reka kot celota imenovala Temza, njen del, kjer je bila preširoka, da bi jo prebrodili, pa se je imenoval *(p)lowonida. To je dalo ime naselju na njegovih bregovih, ki je postalo znano kot Londinium, iz indoevropskih korenin *pleu- »tok« in *-nedi »reka«, kar pomeni nekaj podobnega tekoči reki ali široko tekoči neprehodni reki.
Reka daje ime trem neformalnim območjem: dolini Temze, regiji Anglije okoli reke med Oxfordom in zahodnim Londonom; vrata Temze; in močno prekrivajoče se ustje Temze okoli plimovanja Temze vzhodno od Londona in vključno s samo vodno potjo. Policija doline Temze je uradni organ, ki je dobil ime po reki in pokriva tri okrožja. V neadministrativni rabi se ime reke uporablja v Univerzi Thames Valley, Thames Water, Thames Television, založniškem podjetju Thames & Hudson, Thameslink (železniška storitev sever–jug, ki poteka skozi osrednji London) in South Thames College. Primer njegove uporabe v imenih zgodovinskih subjektov je Thames Ironworks and Shipbuilding Company.

## Zgodovina
Na različnih točkah vzdolž reke so vidne sledi človeške dejavnosti, ki v nekaterih primerih segajo v predrimsko Britanijo. Sem spadajo različne strukture, povezane z uporabo reke, kot so navigacije, mostovi in vodni mlini, pa tudi prazgodovinske gomile.
Spodnja Temza je bila v rimski dobi plitva vodna pot, ki se je vila skozi močvirje. Toda stoletja človeških posegov so jo spremenila v globok plimski kanal, ki teče med 200 milj trdnimi stenami; te branijo poplavno območje, kjer dela in živi 1,5 milijona ljudi.
Večji del njene dolžine je oblikovana velika pomorska pot za ladijski promet in oskrbo: skozi londonsko pristanišče za mednarodno trgovino, znotraj celotne dolžine in s povezavo z britanskim kanalskim sistemom. Položaj reke jo je postavil v središče številnih dogodkov v britanski zgodovini, zaradi česar jo je John Burns opisal kot »tekočo zgodovino«.
Dva široka prekopa povezujeta reko z drugimi rekami: prekop Kennet in Avon (od Readinga do Batha) in prekop Grand Union (od Londona do Midlandsa). Grand Union je dejansko zaobšel prejšnji, ozek in vijugast prekop Oxford, ki je še vedno odprt kot priljubljena slikovita rekreacijska pot. Trije nadaljnji prekopi med bazeni se ne uporabljajo, vendar so v različnih fazah obnove: prekop Temza in Severn (prek Strouda), ki je deloval do leta 1927 (do zahodne obale Anglije), prekop Wey in Arun do Littlehamptona, ki je deloval do 1871 (do južne obale) in prekop Wilts & Berks.
Veslaški in jadralni klubi so običajni ob Temzi, ki je plovna za takšna plovila. Uporablja se tudi kajak in kanu. Glavni letni dogodki so Henley Royal Regatta in Boat Race, medtem ko je bila Temza uporabljena med dvema poletnima olimpijskima igrama: 1908 (veslanje) in 1948 (veslanje in kanu). Varni povirji in odseki so poletno prizorišče za organizirano kopanje, ki je iz varnostnih razlogov prepovedano na odseku v središču Londona.

### Pretvorba močvirja
Potem ko je reka dobila današnjo smer, so bili številni bregovi estuarija Temze in doline Temze v Londonu delno pokriti z močvirjem, tako kot sosednja dolina Lower Lea. Potoki in reke, kot so reka Lea, Tyburn Brook in Bollo Brook, so se izlivali v reko, nekateri otoki, npr. Otok Thorney, so nastal skozi stoletja. Severna konica starodavne župnije Lambeth je bila na primer močvirje, znano kot Lambeth Barshe, vendar je bilo v 18. stoletju izsušeno; ime ulice Lower Marsh (Spodnje barje) ohranja spomin.
Do sredine viktorijanske dobe je bila malarija nekaj običajnega ob reki Temzi, tudi v Londonu, in je bila pogosto smrtna. Nekateri primeri so se pojavljali še v začetku 20. stoletja. Izsuševanje močvirij je bilo povezano z njenim izkoreninjenjem, vendar so vzroki zapleteni in nejasni.
Vzhodni del Londona, znan tudi preprosto kot East End, je bilo območje Londona vzhodno od srednjeveškega obzidanega City of London in severno od reke Temze, čeprav ni opredeljeno s splošno sprejetimi formalnimi mejami; reka Lea se lahko šteje za drugo mejo. Večina tamkajšnjega obrežja je bilo tudi močvirje. Zemlja je bila izsušena in postala kmetijsko zemljišče; zgrajena je bila po industrijski revoluciji.
Otok Canvey v južnem Essexu (površina 18,45 km²; prebivalstvo 40.000) je bil nekoč močvirnat, zdaj pa je popolnoma obnovljen otok v izlivu Temze, ločen od celine južnega Essexa z mrežo potokov. Ker leži pod morsko gladino, je nagnjen k poplavam ob izjemnih plimah, vendar je bila kljub temu naseljena že od rimskih časov.

## Potek
Običajno citiran izvir Temze je Thames Head (pri grid reference ST980994). To je približno 1,2 km severno od župnijske cerkve Kemble v južnem Gloucestershiru, blizu mesta Cirencester, v Cotswoldsu. Vendar pa se Seven Springs blizu Cheltenhama, kjer izvira reka Churn (ki se izliva v Temzo blizu Crickladea), včasih navaja kot izvir Temze, saj je ta lokacija najbolj oddaljena od ustja in dodaja približno 23 km k dolžini reke. Pri Seven Springs nad izvirom je kamen z napisom v latinskem heksametru Hic tuus o Tamesine pater septemgeminus fons, kar pomeni »Tukaj, o oče Temza, [je] tvoj sedemkratni vir«.
Izviri pri Seven Springs tečejo skozi vse leto, medtem ko so izviri pri Thames Head sezonski (zimska burja). Z dolžino 346 km je Temza najdaljša reka v celoti v Angliji. (Najdaljša reka v Združenem kraljestvu, Severn, delno teče v Walesu.) Ker pa je reka Churn, ki izvira v Seven Springs, 23 km daljša od odseka Temze od njenega tradicionalnega izvira v Temzi, je skupna dolžina Temze, merjena od Seven Springs, 369 km, večja od dolžine Severna, ki znaša 350 km. Tako lahko reko "Churn/Thames" štejemo za najdaljšo naravno reko v Združenem kraljestvu. Potoku iz Seven Springs se pri Coberleyju pridruži daljši pritok, ki bi lahko še povečal dolžino Temze, z izvirom na območju National Star College v Ullenwoodu.
Temza teče skozi ali ob Ashton Keynes, Cricklade, Lechlade, Oxford, Abingdon-on-Thames, Wallingford, Goring-on-Thames in Streatley (pri Goring Gapu), Pangbourne in Whitchurch-on-Thames, Reading, Wargrave, Henley-on-Thames, Marlow, Maidenhead, Windsor in Eton, Staines-upon-Thames in Egham, Chertsey, Shepperton, Weybridge, Sunbury-on-Thames, Walton-on-Thames, Molesey in Thames Ditton. Reka je bila pred letom 1850 predmet manjše redefinacije in razširitve glavnega kanala okoli Oxforda, Abingdona in Marlowa, ko so nadaljnji rezi za lažjo plovbo še zmanjšali razdalje.
Molesey se sooča s Hamptonom, v širšem Londonu pa Temza teče mimo palače Hampton Court, Surbitona, Kingstona ob Temzi, Teddingtona, Twickenhama, Richmonda (z znamenitim pogledom na Temzo z Richmond Hilla), Syon Housea, Kewa, Brentforda, Chiswicka, Barnesa, Hammersmith, Fulham, Putney, Wandsworth, Battersea in Chelsea. V središču Londona reka teče mimo Pimlico in Vauxhall ter nato tvori eno glavnih osi mesta, od Westminstrske palače do Londonskega Towra. Na tej točki je zgodovinsko tvorilo južno mejo srednjeveškega mesta, s Southwarkom na nasprotnem bregu, ki je bil takrat del Surreyja.
Onkraj osrednjega Londona teče reka mimo Bermondseyja, Wappinga, Shadwella, Limehousea, Rotherhitheja, Millwalla, Deptforda, Greenwicha, Cubitt Towna, Blackwalla, New Charltona in Silvertowna, preden teče skozi pregrado Temze, ki ščiti osrednji London pred poplavami zaradi neurja. Pod pregrado teče reka skozi Woolwich, Thamesmead, Dagenham, Erith, Purfleet, Dartford, West Thurrock, Northfleet, Tilbury in Gravesend, preden vstopi v estuarij Temze blizu Southend-on-Sea.

### Morska gladina
Gladina morja v izlivu Temze se dviguje in stopnja dviga narašča.
Sedimentna jedra do 10 m globoko, ki jih je zbral Britanski geološki zavod z bregov plimne reke Temze, vsebujejo geokemične informacije in fosile, ki zagotavljajo 10.000-letni zapis o spremembi morske gladine. Skupaj te in druge študije kažejo, da se je morska gladina Temze med holocenom dvignila za več kot 30 m s hitrostjo okoli 5–6 mm na leto od 10.000 do 6000 let nazaj. Dvig morske gladine se je dramatično zmanjšal, ko se je taljenje ledu skoraj končalo v zadnjih 4000 letih. Od začetka 20. stoletja se stopnje dviga morske gladine gibljejo od 1,22 mm na leto do 2,14 mm na leto.

### Prispevno območje in izpust
Okrožje porečja reke Temze, vključno z porečjem Medway, pokriva območje 16.130 km². Celotno porečje je mešanica urbanega in ruralnega, v zahodnem delu pa prevladuje podeželska krajina. Območje je med najbolj suhimi v Združenem kraljestvu. Vodni viri so sestavljeni iz podzemne vode iz vodonosnikov in vode, vzete iz Temze in njenih pritokov, večina je shranjena v velikih rezervoarjih ob bregu.
Sama Temza zagotavlja dve tretjini pitne vode v Londonu, medtem ko podzemna voda oskrbuje približno 40 odstotkov javnih zalog vode v celotnem povodju. Podtalnica je še posebej v sušnih mesecih pomemben vodni vir, zato je ohranjanje njene kakovosti in količine izjemno pomembno. Podzemna voda je občutljiva na površinsko onesnaženje, zlasti na visoko urbaniziranih območjih.

#### Odsek brez plimovanja
- Reka Jubilee pri Slough Weiru
- St John's Lock, blizu Lechlada
- Reka Temza v Oxfordu

Potoki, kanali in reke na območju 9951 km² se združujejo v 38 glavnih pritokov, ki napajajo Temzo med njenim izvirom in zapornico Teddington. To je običajna meja plimovanja; vendar lahko visoke spomladanske plime dvignejo višino vode v dosegu nad Teddingtonom in lahko občasno za kratek čas obrnejo rečni tok. V teh okoliščinah je mogoče opaziti učinke plimovanja gorvodno do naslednje zapornice poleg jeza Molesey, ki je viden z vlečne poti in mostu poleg palače Hampton Court. Preden je bila v letih 1810–1812 zgrajena zapornica Teddington Lock, je bila reka ob najvišjih spomladanskih plimah plimna vse do Stainesa na Temzi.
V padajočem vrstnem redu so nepovezani pritoki Temze brez plimovanja s statusom reke Churn, Leach, Cole, Ray, Coln, Windrush, Evenlode, Cherwell, Ock, Thame, Pang, Kennet, Loddon, Colne, Wey in Krtek. Poleg tega obstajajo občasne zaledne vode in umetni useki, ki tvorijo otoke, pritoke (največ v primeru Colne) in umetne pritoke, kot je reka Longford. Ta odsek sekajo trije prekopi: prekop Oxford, Kennet in Avon ter plovna Wey.
Njen najdaljši umetni sekundarni prekop (rez), reka Jubilee, je bila zgrajena med Maidenheadom in Windsorjem za pomoč pri poplavah in dokončana leta 2002.
Odsek reke brez plimovanja upravlja Agencija za okolje, ki je odgovorna za upravljanje pretoka vode za pomoč pri preprečevanju in blažitvi poplav ter za zagotavljanje plovbe: količino in hitrost vode dolvodno upravljata s prilagajanjem zapornic na vsak od jezov in ob najvišji visoki vodi se ravni na splošno razpršijo po prednostnih poplavnih ravnicah ob reki. Občasno se poplavam naseljenih območij ni mogoče izogniti, zato agencija izdaja opozorila pred poplavami. Zaradi strogih kazni, ki veljajo za reko brez plimovanja, ki je pred čiščenjem vir pitne vode, bi moralo biti prelivanje sanitarne kanalizacije iz številnih čistilnih naprav, ki pokrivajo zgornje porečje Temze, redko v Temzi brez plimovanja. Vendar pa so prelivanja nevihtne odplake še vedno pogosta v skoraj vseh glavnih pritokih Temze kljub trditvam Thames Water, da nasprotno.

#### Odsek plimovanja
Pod zapornico Teddington (približno 89 km gorvodno od estuarija Temze) je reka izpostavljena plimovanju [[Severno morje|Severnega morja]g. Preden so postavili zapornico, je bila reka plimna vse do Stainesa, približno 26 km gorvodno. Londinium, glavno mesto Rimske Britanije, je bil ustanovljen na dveh gričih, danes znanih kot Cornhill in Ludgate Hill. To je zagotovilo trdno osnovo za trgovsko središče na najnižji možni točki na Temzi.
Na mestu Londonskega mostu je bil zgrajen rečni prehod. Londonski most se zdaj uporablja kot osnova za objavljene tabele plime in oseke, ki prikazujejo čase visoke plime. Visoka plima doseže Putney približno 30 minut kasneje kot London Bridge, Teddington pa približno eno uro kasneje. Plimni odsek reke je znan kot "Plima". Tabele plimovanja objavljajo pristanišča v Londonu in so na voljo na spletu. Na Twitterju so objavljeni tudi časi plime in oseke.
Glavni pritoki reke Temze na Tidewayu so reke Crane, Brent, Wandle, Ravensbourne (katere končni del se imenuje Deptford Creek), Lea (katere končni del se imenuje Bow Creek), Roding (Barking Creek), Darent in Ingrebourne. V Londonu je voda rahlo slana z morsko soljo, saj je mešanica morske in sladke vode.
Ta del reke upravlja pristaniška uprava Londona. Grožnja poplav prihaja iz visoke plime in močnih vetrov iz Severnega morja, pregrada Temze pa je bila zgrajena v osemdesetih letih prejšnjega stoletja, da bi zaščitila London pred to nevarnostjo.
Nore je peščeni breg, ki označuje ustje Temzinega estuarija, kjer se izliv Temze sreča s Severnim morjem. Je približno na pol poti med Havengore Creekom v Essexu in Warden Pointom na otoku Sheppey v Kentu. Do leta 1964 je označeval mejo londonskega pristanišča proti morju. Ker je bil peščeni breg velika nevarnost za ladijski promet, ki je prihajal v London in iz njega, je leta 1732 sprejel prvo ladjo na svetu. To je postalo pomembna znamenitost in je bilo uporabljeno kot zbirališče za ladijski promet. Danes je označen z bojo Sea Reach št. 1.
- London Stone pri Stainesu, zgrajen leta 1285, je označeval carinsko mejo Temze in jurisdikcijo City of London
- Vodna stojnica Temze med oseko (levo) in plimo (desno) v primerjavi z mostom Blackfriars v Londonu
- Pregrada Temze zagotavlja zaščito pred poplavami

## Plovnost
Temza je vzdrževana za plovbo z motornimi plovili od izliva do Lechlada v Gloucestershiru in za zelo majhna plovila do Crickladea. Prvotna vlečna pot se je raztezala gorvodno od mostu Putney do povezave z zdaj opuščeno Temzo in prekopom Severn pri Ingleshamu, kilometer in pol gorvodno od zadnje zapore za čolne blizu Lechlada. Od zapore Teddington Lock do konca plovnosti je organ za navigacijo Agencija za okolje. Med morjem in Teddington Lock je reka del londonskega pristanišča in plovbo upravlja Londonska pristaniška uprava. Tako reka s plimovanjem skozi London kot reka brez plimovanja v zgornjem toku se intenzivno uporabljata za plovbo v prostem času.
Reka Temza brez plimovanja je razdeljena na odseke s 45 zapornicami. Zapornice imajo osebje večji del dneva, vendar jih lahko upravljajo izkušeni uporabniki izven delovnega časa. Ta del Temze je povezan z obstoječimi plovnimi potmi na reki Wey Navigation, reki Kennet in Oxfordskem kanalu. Vsa plovila, ki jo uporabljajo, morajo imeti dovoljenje. Agencija za okolje ima patruljne čolne (poimenovane po pritokih Temze) in lahko strogo uveljavlja omejitev, saj mora rečni promet na neki stopnji običajno potekati skozi zapornico. Velja omejitev hitrosti 8 km/h. Obstajajo pari tranzitnih oznak na različnih točkah vzdolž reke brez plimovanja, ki jih je mogoče uporabiti za preverjanje hitrosti – čoln, ki potuje zakonito, potrebuje minuto ali več, da se pelje med dvema oznakama.
Plimna reka je plovna za velike čezoceanske ladje vse do Londonskega bazena (Pool of London) in Londonskega mostu. Čeprav so doki v zgornjem toku Londona zaprti in središče Londona vidi le občasne obiske ladij za križarjenje ali vojaških ladij, reka ob plimovanju ostaja eno glavnih britanskih pristanišč. Približno 60 aktivnih terminalov skrbi za ladijski promet vseh vrst, vključno z ro-ro trajekti, ladjami za križarjenje in plovili, ki prevažajo zabojnike, vozila, les, žito, papir, surovo nafto, naftne derivate, utekočinjen naftni plin itd. Obstaja reden promet ladij za agregate ali odpadke, ki vozijo iz pomolov v zahodnem delu Londona. Plimna Temza se povezuje z omrežjem kanalov ob reki Lea Navigation, Regentovim kanalom v Limehouse Basinu in Grand Union Canal v Brentfordu.
Gorvodno od mostu Wandsworth velja omejitev hitrosti 8 kn (15 km/h) za plovila na motorni pogon, da se zaščiti okolje ob reki in zagotovijo varni pogoji za veslače in druge uporabnike reke. Absolutne omejitve hitrosti ni na večini Tidewaya dolvodno od Wandsworthovega mostu, čeprav čolni ne smejo povzročati nepotrebnega pranja. Motorni čolni so omejeni na 12 vozlov med mostom Lambeth in dolvodno od mostu Tower Bridge, z nekaterimi izjemami. Pristaniški kapitan lahko odobri plovilom, da potujejo s hitrostjo do 30 vozlov od pod mostom Tower Bridge do pregrade Temze.
- Londonski bazen, ki gleda proti zahodu, z visoke steze na mostu Tower Bridge.
- Kontejnerska ladja, ki se raztovarja na terminalu Northfleet Hope, Tilbury
- Ladja, ki pluje navzdol mimo rafinerije Coryton
- Pasti za smeti se uporabljajo na Temzi za filtriranje smeti, ki teče skozi središče Londona.

## Prečkanja
Mnogi od današnjih cestnih mostov so na mestu prejšnjih brodov, trajektov in lesenih mostov. Swinford Bridge, znan kot most s cestnino za pet penijev, je zamenjal trajekt, ki je nadomestil ford. Najzgodnejša znana večja prečkanja Temze s strani Rimljanov so bila pri Londonskem mostu in Staines Bridgeu. Na Folly Bridgeu v Oxfordu je mogoče videti ostanke prvotne saške zgradbe, srednjeveški kamniti mostovi, kot so Newbridge, Wallingford Bridge in Abingdon Bridge, pa so še vedno v uporabi.
Verjame se, da je rast Kingstona posledica edinega prehoda med Londonskim mostom in Stainesom do začetka 18. stoletja. V 18. stoletju so zgradili številne kamnite in opečne cestne mostove kot nove ali so nadomestili obstoječe mostove v Londonu in vzdolž reke. Ti so vključevali Putney Bridge, Westminster Bridge, Datchet Bridge, Windsor Bridge in Sonning Bridge.
V 19. stoletju je bilo zgrajenih več cestnih mostov v središču Londona, med katerimi je najbolj opazen Tower Bridge, edini premični most na reki, ki je bil zasnovan tako, da je pod njim lahko peljalo čezoceanske ladje. Najnovejši cestni mostovi so obvoznice pri mostu Isis in Marlow By-pass Bridge ter avtocestni mostovi, predvsem dva na poti M25: most kraljice Elizabete II. in most M25 Runnymede.
Razvoj železnic v 19. stoletju je povzročil množično gradnjo mostov, vključno z železniškim mostom Blackfriars Railway Bridge in železniškim mostom Charing Cross (Hungerford) v središču Londona ter železniškimi mostovi Isambarda Kingdom Brunela pri železniškem mostu Maidenhead, železniškem mostu Gatehampton in železniškem mostu Moulsford.
Prvi podvodni predor na svetu je bil predor Temza Marca Brunela, ki je bil zgrajen leta 1843 in se zdaj uporablja za prevoz East London Line. Podzemna železnica Tower je bila prva železnica pod Temzo, ki so ji sledile vse globinske cevi. V vzhodnem Londonu so konec 19. stoletja zgradili cestne predore, in sicer predora Blackwall in predor Rotherhithe. Najnovejši predori so Dartford Crossing.
Preko jezov, ki so bili zgrajeni na reki brez plimovanja, je bilo vzpostavljenih veliko prehodov za pešce, nekateri pa so ostali, ko so zgradili zapornice – na primer pri zapornici Benson. Druge je zamenjala brv, ko je bil jez odstranjen, kot pri Hart's Weir Footbridge. Okoli leta 2000 je bilo vzdolž Temze dodanih več brvi, bodisi kot del Poti po Temzi bodisi v spomin na tisočletnico. Ti vključujejo Temple Footbridge, Bloomers Hole Footbridge, Hungerford Footbridges in Millennium Bridge, ki imajo vsi značilne oblikovne značilnosti.
Preden so zgradili mostove, je bil glavni način prečkanja reke trajekt. Precejšnje število trajektov je bilo zagotovljenih posebej za navigacijske namene. Ko je vlečna pot zamenjala stran, je bilo treba vlečnega konja in njegovega voznika prepeljati čez reko. To ni bilo več potrebno, ko je barže poganjala para. Nekateri trajekti še vedno vozijo po reki. Trajekt Woolwich prevaža avtomobile in potnike čez reko v Temzi Gateway in povezuje severno in južno krožno cesto. Gorvodno so manjši trajekti za pešce, na primer Hampton Ferry in Shepperton do Weybridge Ferry, zadnji pa je edini nestalni prehod, ki ostane na poti Temze.
- Newbridge, v podeželskem Oxfordshiru
- Železniški most v Maidenheadu
- Most tisočletja s stolnico sv. Pavla v ozadju

## Temza v umetnosti

### Vizualna umetnost
Reka Temza je bila skozi stoletja predmet umetnikov, velikih in manjših. Štirje glavni umetniki z deli, ki temeljijo na Temzi, so Canaletto, J. M. W. Turner, Claude Monet in James McNeill Whistler. Britanski umetnik iz 20. stoletja Stanley Spencer je ustvaril veliko del v Cookhamu.
Skulptura Johna Kaufmana The Diver: Regeneration je postavljena v Temzi blizu Rainhama.
Reka in mostovi so prikazani kot uničeni – skupaj z večjim delom Londona – v filmu Dan neodvisnosti 2.
- The Thames in the arts
- Učinek sončne svetlobe parlamenta (Le Parlement effet de soleil) – Claude Monet
- Prvi Westminsterski most, kot ga je naslikal Canaletto leta 1746
- Železniški most Maidenhead, kot ga je videl Turner leta 1844
- Whistlerjev Nokturno v modrem in zlatem: Old Battersea Bridge (ok. 1872–1875)
- Megleno jutro na Temzi – James Hamilton (med 1872 in 1878)
- Čolnarjenje po Temzi - John Lavery, c. 1890

### Glasba
Vodna glasba skladatelja Georga Friedricha Händla je bila premierno izvedena 17. julija 1717, ko je kralj Jurij I. Britanski zahteval koncert na reki Temzi. Koncert so izvedli na njegovi barki in menda je tako užival, da je 50 izčrpanim glasbenikom naročil, naj na potovanju trikrat zaigrajo suite.
Pesem Old Father Thames je leta 1933 posnel Peter Dawson v studiu Abbey Road, pet let kasneje pa Gracie Fields. Jessie Matthews poje pesem My river v filmu Sailing Along iz leta 1938, melodija pa je osrednji del velike plesne točke proti koncu filma.
Skupina Sex Pistols je 7. junija 1977, ob srebrnem jubileju kraljice Elizabete II., med plovbo po reki odigrala koncert na rečni ladji kraljice Elizabete. Zborovska vrstica (I) (liaised) live by the river v pesmi London Calling skupine Clash se nanaša na reko Temzo.
Dve pesmi skupine Kinks predstavljata Temzo kot prizorišče naslova prve pesmi in, za drugo pesem, verjetno z omembo 'reke': Waterloo Sunset govori o srečanju para na mostu Waterloo v Londonu. Poleg tega se Ray Davies kot solo izvajalec sklicuje na reko Temzo v svoji London Song.
Pesem »Sweet Thames, Flow Softly« Ewana MacColla, napisana v zgodnjih 1960-ih, je tragična ljubezenska balada o potovanju po reki navzgor. Angleška glasbenica Imogen Heap je z vidika reke Temze napisala pesem z naslovom You Know Where To Find Me. Pesem je bila izdana leta 2012 18. oktobra kot šesti singel z njenega četrtega albuma Sparks.